# Sloan Digital Sky Survey

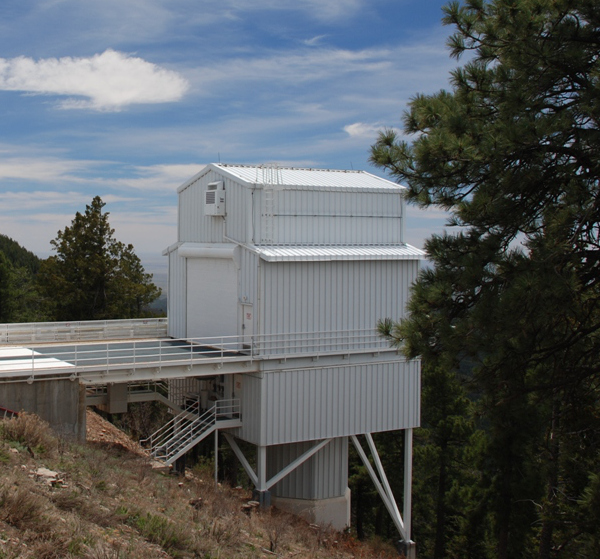
Gebäude des Teleskops. Der Aufbau oberhalb der Plattform kann als Ganzes auf Schienen verfahren werden und gibt zur Himmelsbeobachtung so das Teleskop komplett frei.

Der Sloan Digital Sky Survey (SDSS) ist eine Durchmusterung eines Drittels des Himmels durch Aufnahmen bei fünf Wellenlängen und nachfolgende Spektroskopie einzelner Objekte.
SDSS ist ein Gemeinschaftsprojekt, dessen Finanzierung von der Alfred P. Sloan Foundation initiiert wurde. Zunächst waren Institute in den USA, Japan, Korea und Deutschland beteiligt. Mit einem eigens konstruierten 2,5 m-Teleskop am Apache Point Observatory (New Mexico, USA) wurden die Positionen und Helligkeiten von etwa 470 Millionen Himmelsobjekten vermessen. Mit Spektren von über einer Million Galaxien und Quasaren wurden deren Entfernungen und Eigenschaften bestimmt. Anders als frühere Durchmusterungen (so etwa der Palomar Observatory Sky Survey) arbeitet SDSS ausschließlich mit elektronischen Detektoren, die im Vergleich zu Fotoplatten Linearität und erheblich höhere Empfindlichkeit aufweisen. Die Beobachtungen sind seit 1998 im Gang, mehrere Spektroskopieprojekte folgten auf die ursprüngliche Himmelsdurchmusterung.
Die Daten sind zunächst nur für die beteiligten Institute zugänglich, werden dann aber regelmäßig in Data Releases veröffentlicht. Bis 2018 erfolgten 14 Releases. SDSS wurde damit zur Grundlage von mehr als 8000 wissenschaftlichen Veröffentlichungen beim Stand von 2018, weit über die anfänglichen Ziele und beteiligten Wissenschaftler hinaus.
Nach 20 Jahren Arbeit veröffentlichten Astrophysiker des Projekts im Juli 2020 die bis dato vollständigste 3D-Kartierung des Universums und schließen eine 11 Mrd. Jahre große Lücke in der Expansions-Geschichte des Universums. Ihre Ergebnisse stützen die Theorie eines „flachen“ Universums und bestätigen Diskrepanzen in der Geschwindigkeit der Expansion des Alls in unterschiedlichen Raumzeit-Regionen.

## Teleskop und Beobachtungsmethode

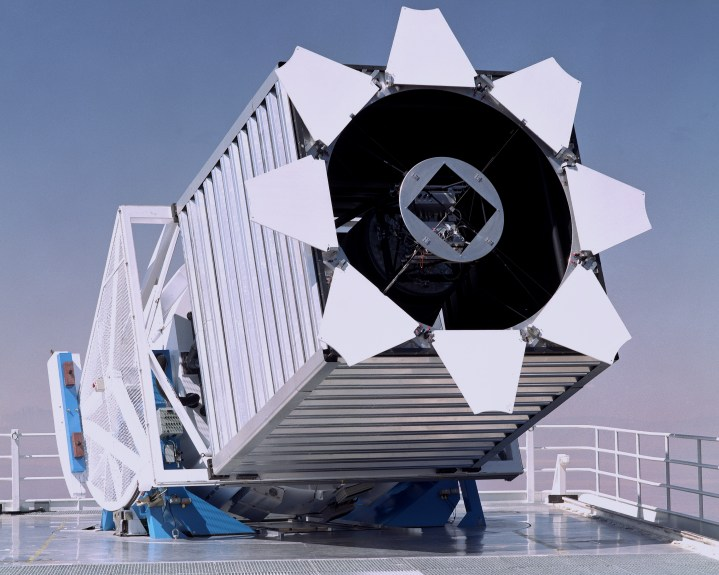
Teleskop mit 2,5 m Hauptspiegel für die Sloan Digital Sky Survey

Für den Sloan Digital Sky Survey wurde eigens ein Teleskop mit 2,5 m Hauptspiegeldurchmesser am Apache Point Observatory gebaut, das für die ursprüngliche Himmelsdurchmusterung mit einer Kamera und einem Spektrographen ausgestattet wurde. Das Teleskop hat eine Cassegrain-Anordnung mit einem leichtgewichtigen Hauptspiegel aus dem Borsilikatglas Ohara E6. Der Spiegelanordnung folgt ein mehrelementiger Korrektor mit Linsen aus Quarzglas.

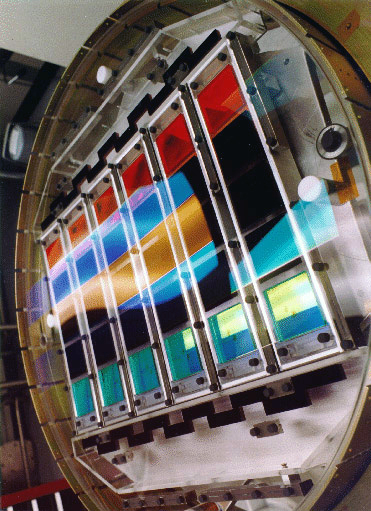
SDSS-Kamera mit den 5 verschiedenfarbigen Filtern vor jeweils 6 CCDs.

Die Kamera bestand aus insgesamt dreißig großen CCD-Chips mit je 2048×2048 Bildelementen. Die CCDs waren in fünf Reihen von je 6 Chips angeordnet. Die fünf Reihen beobachteten durch verschiedene optische Filter (u' g' r' i' z') bei Wellenlängen von etwa 355,1, 468,6, 616,6, 748,0 und 893,2 nm. Das zu beobachtende Himmelsgebiet wurde unter Ausnutzung der Erddrehung in schmalen Streifen abgetastet. Während einer Nacht wurden etwa 200 GByte Bilddaten gewonnen. In den verschiedenen Projektphasen wurden insgesamt etwa 14.500 Quadratgrad des Himmels mit der Kamera beobachtet, zum Teil mehrfach. In der ersten Phase konzentrierte man sich auf etwa 8.000 Quadratgrad am nördlichen Pol der Milchstraße. In den fünf Bändern sind dabei Objekte von 22,0, 22,2, 22,2, 21,3 und 20,5 Magnituden mit 95 % Wahrscheinlichkeit detektierbar. Im Herbst ist dieses Gebiet nicht im Sichtbereich. Stattdessen wurde dann unter anderem wiederholt ein Streifen von 300 Quadratgrad südlich der Ebene der Milchstraße beobachtet, so dass für diesen Stripe 82 23,9, 25,1, 25,6, 24,1 und 22,8 Magnituden mit mindestens dem fünffachen des Rauschens erreicht wurde. Die Helligkeit und Form der Himmelsobjekte wurde automatisch vermessen und eine erste Klassifikation nach Art und Entfernung durchgeführt. Die Kamera wurde 2009 außer Betrieb genommen, seither arbeitet SDSS nur noch spektroskopisch.
Von ausgewählten Objekten werden Spektren gewonnen. Eine Platte hat Löcher an den Positionen der ausgewählten Objekte. Diese Platte wird in die Brennebene des Teleskops gebracht. Glasfasern transportieren das Licht von diesen Löchern zu einem Spektrographen. Während einer Nacht können etwa 6 bis 9 solche Sätze gewonnen werden. In der ersten Projektphase arbeitete der Spektrograph mit 640 Fasern die jeweils das Licht eines Gebiets mit 3 Bogensekunden Durchmesser am Himmel erfassten und beobachtete den Wellenlängenbereich 380–920 nm. Spätere Projektphasen behielten das Konzept des fasergekoppelten Spektrographen bei, aber variierten die Zahl der Fasern, den Wellenlängenbereich und erfasstes Gebiet am Himmel entsprechend ihren wissenschaftlichen Zielen. Für die fünfte Projektphase SDSS-V werden die Platten durch ein robotisches System zur Positionierung der Glasfasern ersetzt.

## Ziele
SDSS überdeckt zwar nur einen Teil des Himmels, kann aber wesentlich schwächere Objekte erfassen als frühere Himmelsdurchmusterungen wie der Palomar Observatory Sky Survey. Durch genaue Photometrie in den fünf Filtern können auch Art und Rotverschiebung der Galaxien, Quasare und Sterne sofort abgeschätzt werden. Genaue Rotverschiebungen und Klassifikationen liefern die Spektren. Nähere Untersuchungen können dann gegebenenfalls von anderen Observatorien mit noch lichtstärkeren Teleskopen durchgeführt werden.
Wichtiges Ziel bei der Planung des SDSS war die Kartierung der schaumartigen großräumigen Struktur des Universums, bestehend aus Galaxienhaufen, Filamenten mit geringerer Galaxiendichte und dazwischenliegenden Hohlräumen (Voids) mit sehr wenigen Galaxien. Unter anderem gelang 2005 der Nachweis Baryonischer akustischer Oszillationen in der mit SDSS gemessenen Galaxienverteilung.
Die vielen Spektren enthalten umfangreiche Stichproben vieler verschiedener Arten von Galaxien, aus denen sich ihre Eigenschaften mit guter statistischer Signifikanz bestimmen lassen. Mit SDSS lassen sich aber auch extrem seltene Objekte finden. Viele Quasare mit Rotverschiebung über 6 wurden im SDSS entdeckt.

## Weitere Ergebnisse
Die Arbeit am SDSS hat neben der großräumigen Struktur des Universums viele weitere und von den Initiatoren seinerzeit nicht geplante Ergebnisse gebracht. Beispiele sind:
Aufgrund der Aufnahmetechnik mittels schmaler Streifen in unterschiedlichen Spektralbereichen lassen sich Asteroiden anhand der Parallaxe sehr leicht erkennen und ihre Farben mit großer Genauigkeit ermitteln. SDSS hat so über 100.000 Asteroiden vermessen und Hinweise auf ihre Zusammensetzung und Oberflächeneigenschaften erbracht.
Die Aufnahmen in zwei Infrarot-Bändern gleichzeitig mit drei weiteren Farben erlaubt es dem SDSS-Team, Braune Zwerge besonders leicht und sicher zu identifizieren.
SDSS-Daten lieferten Helligkeiten, Farben und hochpräzise Positionsangaben für Fixsterne, die über ein ausgedehntes Areal verteilt sind und gemeinsame Eigenschaften haben: sie gehören jeweils zu einem Strom von Sternen mit gemeinsamer Bewegung und Herkunft. Mit Sicherheit konnten so zahlreiche Mitglieder des ehemaligen Kugelhaufens Palomar 5 sowie der Zwerggalaxie im Schützen (Sagittarius Dwarf Spheroidal Galaxy) identifiziert werden. Ein Strom, der sich um die gesamte Milchstraße windet, könnte von der Canis Maior-Zwerggalaxie stammen.
Neben Sternströmen wurden mit Hilfe der Daten des SDSS bisher 17 Zwerggalaxien als Begleiter der Milchstraße entdeckt. Diese sind aufgrund ihrer sehr geringen Sterndichte mit herkömmlichen Methoden kaum erkennbar.

## Phasen des Projekts

### SDSS-I 2000–2005
In dieser ersten Phase wurde der größte Teil des später Legacy Survey genannten ursprünglichen Durchmusterungsplans aus Photometrie in fünf Bändern und Spektroskopie ausgeführt.

### SDSS-II 2005–2008
Neben den in Phase II beendeten Legacy Survey traten zwei weiterführende Projekte:

#### Sloan Extension for Galactic Understanding and Exploration (SEGUE)
Mit SEGUE wurden Spektren von 230.000 Sternen gewonnen, die Informationen über Spektraltyp, Alter und Zusammensetzung der Sterne und Radialgeschwindigkeiten mit einer Genauigkeit von besser als 10 km/s ergeben. Damit entsteht ein dreidimensionales Bild der Struktur der Milchstraße, der Verteilung verschiedener Sternpopulationen und ihrer Entwicklung.

#### Sloan Supernova Survey
Durch wiederholte Beobachtung des gleichen 300 Quadratgrad großen Himmelsareals wurden mehrere hundert Supernovae und tausende andere veränderliche Objekte entdeckt.

### SDSS-III 2008–2014
Die dritte Projektphase umfasste vier Projekte:

#### APO Galactic Evolution Experiment (APOGEE)
Ähnlich wie SEGUE widmete sich APOGEE der Spektroskopie von Sternen in der Milchstraße. Durch Beobachtung im nahen Infrarot bei 1,6 μm Wellenlänge kann aber kosmischer Staub besser durchdrungen und die Struktur eines größeren Teils der Milchstraße aufgeklärt werden.

#### Baryon Oscillation Spectroscopic Survey (BOSS)
BOSS beobachtete Spektren von 1,5 Millionen leuchtkräftiger Galaxien bis Rotverschiebung z = 0,7 und von 160.000 Quasaren bei z ~ 2,5, und ergibt ein wesentlich besseres Bild der großräumigen Struktur des Universums als der Legacy Survey. Die Messung Baryonischer Akustischer Oszillationen (BAO) bei verschiedenen Rotverschiebungen erlaubt Rückschlüsse auf die Natur der Dunklen Energie.
Der im Leistungsspektrum festgestellte Peak bei ca. 100·h−1 Mpc deckt sich gut mit dem ersten Peak des Leistungsspektrums der Hintergrundstrahlung (CMB) bei 0,816° (Multipol 220,6) bzw. einem mitbewegten Radius von {\displaystyle r_{*}} = 144,43 Mpc (Schallhorizont der BAO zur Zeit der Rekombination), was auf ein Universum mit flacher Geometrie rückschließen lässt.

#### Multi-object APO Radial Velocity Exoplanet Large-area Survey (MARVELS)
MARVELS diente der Suche nach Exoplaneten durch Überwachung der Radialgeschwindigkeiten von Sternen.

#### SEGUE-2
SEGUE-2 ist eine Erweiterung des ursprünglichen SEGUE-Surveys um etwa 120.000 Sterne hauptsächlich im Halo der Milchstraße.

### SDSS-IV 2014–2020
Der vierte Abschnitt enthielt drei Projekte:

#### APO Galactic Evolution Experiment (APOGEE-2)
Diese Erweiterung von APOGEE nutzt neben dem SDSS-Teleskop am Apache Point Observatory erstmals auch ein südliches 2,5 m-Teleskop am Las-Campanas-Observatorium.

#### Extended Baryon Oscillation Spectroscopic Survey (eBOSS)
Diese erweitert spektroskopische Untersuchung von Galaxien und Quasaren enthält außerdem Unterprojekte, die sich über Variabilität und über Röntgenemission ausgewählten Aktiven Galaxienkernen widmen.

#### Mapping Nearby Galaxies at APO (MaNGA)
MaNGA ist das erste SDSS-Projekt das räumlich aufgelöste Spektroskopie naher Galaxien liefert. Dazu wird ein ganzes Bündel von Glasfasern auf die Galaxie ausgerichtet.

### SDSS-V 2020–2025
Im fünften Abschnitt sollen drei Projekte durchgeführt werden:

#### Milky Way Mapper
Spektroskopie von 4–5 Millionen Sternen.

#### Local Volume Mapper
Abbildende Spektroskopie des interstellaren Mediums und der Sternpopulationen naher Galaxien. Dazu werden neue 16-cm-Teleskope benutzt.

#### Black Hole Mapper
Spektroskopie von 600.000 Quellen, hauptsächlich aktive Galaxien.